# Wieża ciśnień w Międzyrzeczu

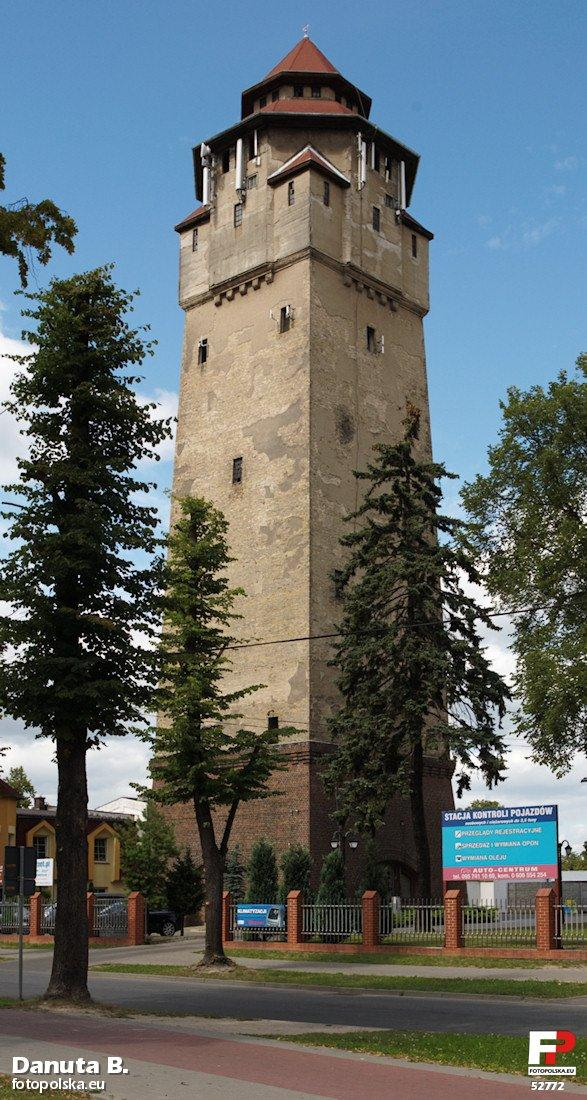
Wieża ciśnień

 Wieża ciśnień w Międzyrzeczu  – wieża ciśnień znajdująca się przy ul. Staszica w Międzyrzeczu.

Jeden z najbardziej charakterystycznych elementów krajobrazu miasta, i zarazem najwyższa budowla Międzyrzecza (50 metrów wysokości).
Wybudowana w 1914 roku. Swoim wyglądem nawiązuje do średniowiecznej wieży obronnej. Zbudowana na rzucie kwadratu. Na dolnym cokole, wznosi się trzon, na którego szczycie znajduje się ośmioboczny zbiornik, który został wzbogacony czterema wykuszami. Całość wieńczy dach z latarnią.